# József Kiprich
József Kiprich (ur. 6 września 1963 w Tatabányi) – węgierski piłkarz grający na pozycji napastnika.

## Kariera klubowa
Karierę piłkarską Kiprich rozpoczął w rodzinnej Tatabányi, w tamtejszym klubie Tatabányai Bányász. W 1980 roku awansował do kadry pierwszej drużyny i zadebiutował w niej w pierwszej lidze węgierskiej. W 1981 roku osiągnął swój pierwszy sukces w karierze, gdy wywalczył wicemistrzostwo Węgier. W sezonie 1984/1985 z 18 golami został królem strzelców ligi. W 1988 roku ponownie został wicemistrzem kraju.
Latem 1989 roku Kiprich odszedł z Tatabányi do holenderskiego Feyenoordu. W Eredivisie zadebiutował 20 sierpnia 1989 w przegranym 0:2 domowym spotkaniu z Fortuną Sittard. W ataku Feyenoordu grał przez lata z takimi zawodnikami jak: Stanislav Griga, Marian Damaschin, Mike Obiku, John van Loen, Henrik Larsson czy Gaston Taument. W 1991 roku wywalczył Puchar i Superpuchar Holandii. Zdobywcą holenderskiego pucharu był też w latach 1992, 1994 i 1995. W 1993 roku został mistrzem kraju, a w 1994 roku – wicemistrzem. Ogółem w barwach Feyenoordu rozegrał 128 meczów ligowych i strzelił 53 gole.
W 1994 roku Kiprich został piłkarzem cypryjskiego APOEL-u Nikozja, w którym grał w ataku z rodakiem, Kálmánem Kovácsem. W 1996 roku wywalczył z nim mistrzostwo i Puchar Cypru, a z 24 golami był królem strzelców tamtejszej ligi. W 1997 roku znów zdobył Puchar Cypru.
W 1997 roku Kiprich wrócił do Holandii i przez pół roku występował w FC Den Bosch. W 1998 roku ponownie grał na Węgrzech, w FC Tatabánya, zwanym wówczas Lombard FC. W 2001 roku jako piłkarz tego klubu zakończył karierę piłkarską.
| Sezon     | Klub                 | Kraj     | Rozgrywki                 | Mecze | Bramki |
| --------- | -------------------- | -------- | ------------------------- | ----- | ------ |
| 1981/1982 | Tatabányai Bányász   | Węgry    | Nemzeti Bajnokság I.      | 19    | 2      |
| 1982/1983 | Tatabányai Bányász   | Węgry    | Nemzeti Bajnokság I.      | 17    | 0      |
| 1983/1984 | Tatabányai Bányász   | Węgry    | Nemzeti Bajnokság I.      | 24    | 8      |
| 1984/1985 | Tatabányai Bányász   | Węgry    | Nemzeti Bajnokság I.      | 26    | 18     |
| 1985/1986 | Tatabányai Bányász   | Węgry    | Nemzeti Bajnokság I.      | 27    | 13     |
| 1986/1987 | Tatabányai Bányász   | Węgry    | Nemzeti Bajnokság I.      | 18    | 10     |
| 1987/1988 | Tatabányai Bányász   | Węgry    | Nemzeti Bajnokság I.      | 24    | 14     |
| 1988/1989 | Tatabányai Bányász   | Węgry    | Nemzeti Bajnokság I.      | 22    | 10     |
| 1989/1990 | Feyenoord            | Holandia | Eredivisie                | 23    | 5      |
| 1990/1991 | Feyenoord            | Holandia | Eredivisie                | 25    | 7      |
| 1991/1992 | Feyenoord            | Holandia | Eredivisie                | 23    | 9      |
| 1992/1993 | Feyenoord            | Holandia | Eredivisie                | 25    | 18     |
| 1993/1994 | Feyenoord            | Holandia | Eredivisie                | 10    | 3      |
| 1994/1995 | Feyenoord            | Holandia | Eredivisie                | 22    | 11     |
| 1995/1996 | APOEL Nikozja        | Cypr     | Protathlima A’ Kategorias | 24    | 25     |
| 1996/1997 | APOEL Nikozja        | Cypr     | Protathlima A’ Kategorias | 17    | 4      |
| 1997/1998 | FC Den Bosch         | Holandia | Eredivisie                | 9     | 5      |
| 1997/1998 | Lombard FC Tatabánya | Węgry    | Nemzeti Bajnokság I.      | ?     | ?      |
| 1998/1999 | Lombard FC Tatabánya | Węgry    | Nemzeti Bajnokság I.      | ?     | ?      |
| 1999/2000 | Lombard FC Tatabánya | Węgry    | Nemzeti Bajnokság I.      | 24    | 5      |
| 2000/2001 | Lombard FC Tatabánya | Węgry    | Nemzeti Bajnokság I.      | 4     | 0      |

## Kariera reprezentacyjna
W reprezentacji Węgier Kiprich zadebiutował 28 września 1984 roku w wygranym 3:1 towarzyskim spotkaniu z Austrią. W 1986 roku został powołany przez selekcjonera Györgya Mezeya do kadry na Mistrzostwa Świata w Meksyku. Na tym turnieju pełnił rolę rezerwowego i rozegrał dwa spotkania: ze Związkiem Radzieckim (0:6) i z Kanadą (2:0). Od 1984 do 1995 roku rozegrał w kadrze narodowej 70 spotkań i strzelił 28 goli.

## Kariera trenerska
Po zakończeniu kariery piłkarskiej Kiprich został trenerem. Prowadził takie zespoły jak: FC Tatabánya, Vasas SC, Kecskeméti FC, Olimpia Satu Mare, Győri ETO FC, Olimpia Satu Mare, Diósgyőri VTK, Lombard-Pápa TFC, Gyirmót SE, Kazincbarcikai SC i Környe SE.